# Nati nel 1987/Febbraio
| Questa pagina contiene informazioni ricavate automaticamente dalle voci biografiche con l'ausilio del template Bio e di un bot. L'aggiornamento è periodico e automatico e ricostruisce completamente la pagina. Se manca una persona in questa lista, sei pregato di non aggiungerla, ma accertati piuttosto che la sua voce biografica contenga il template Bio e che i dati anagrafici siano correttamente compilati. Se il template Bio manca, inseriscilo tu stesso o, in alternativa, metti l'avviso {{tmp\|Bio}} che ne segnala la mancanza. Se i dati riportati sono sbagliati, correggi direttamente la voce biografica; le modifiche saranno visibili in questa lista entro pochi giorni. Per chiarimenti vedi il progetto biografie. La lista contiene solo le 499 persone che sono citate nell'enciclopedia e per le quali è stato implementato correttamente il template Bio. Pagina aggiornata al 2 ago 2025. |

- 1º febbraio - Barış Ataş, ex calciatore turco
- 1º febbraio - Steven Beitashour, ex calciatore statunitense
- 1º febbraio - Sebastian Boenisch, ex calciatore polacco
- 1º febbraio - Alessandro Chiesa, ex hockeista su ghiaccio svizzero
- 1º febbraio - Sally Conway, judoka britannica
- 1º febbraio - Alessandro Deljavan, pianista italiano
- 1º febbraio - Montario Hardesty, giocatore di football americano statunitense
- 1º febbraio - Shiori Izawa, doppiatrice giapponese
- 1º febbraio - Branko Jereminov, ex cestista serbo
- 1º febbraio - Minor López, ex calciatore guatemalteco
- 1º febbraio - Javier Martina, ex calciatore olandese
- 1º febbraio - Vladan Milosavljev, calciatore serbo
- 1º febbraio - Heather Morris, attrice e ballerina statunitense
- 1º febbraio - Patrik Mráz, calciatore slovacco
- 1º febbraio - Daniel Orozco Álvarez, ex calciatore spagnolo
- 1º febbraio - Costel Pantilimon, dirigente sportivo e ex calciatore rumeno
- 1º febbraio - Giuseppe Rossi, ex calciatore statunitense
- 1º febbraio - Ronda Rousey, personaggio televisivo, ex wrestler e ex judoka statunitense
- 1º febbraio - Marek Střeštík, ex calciatore ceco
- 1º febbraio - Kibrom Weldemicael, maratoneta eritreo
- 1º febbraio - Wu Jingyu, taekwondoka cinese
- 1º febbraio - Anvar Yunusov, pugile tagiko
- 2 febbraio - Håvard Bøkko, pattinatore di velocità su ghiaccio norvegese
- 2 febbraio - Bright Dike, ex calciatore statunitense
- 2 febbraio - Anthony Fainga'a, rugbista a 15 australiano
- 2 febbraio - Saia Fainga'a, rugbista a 15 australiano
- 2 febbraio - Faydee, cantautore australiano
- 2 febbraio - Aleksej Gordeev, giocatore di calcio a 5 russo
- 2 febbraio - Luis Francisco Grando, ex calciatore brasiliano
- 2 febbraio - Fabrizio Grillo, allenatore di calcio, dirigente sportivo e ex calciatore italiano
- 2 febbraio - Il'ja Maksimov, ex calciatore russo
- 2 febbraio - Gerard Piqué, imprenditore, dirigente sportivo e ex calciatore spagnolo
- 2 febbraio - Jonathan Rea, pilota motociclistico nordirlandese
- 2 febbraio - Jill Scott, ex calciatrice inglese
- 2 febbraio - Victoria Song, cantante, ballerina e attrice cinese
- 2 febbraio - Hande Soral, attrice turca
- 2 febbraio - Martin Spanjers, attore statunitense
- 2 febbraio - Jakub Štochl, calciatore ceco
- 2 febbraio - Alexandru Suvorov, ex calciatore moldavo
- 2 febbraio - Dean Turković, pallamanista croato
- 2 febbraio - Vincent Dedienne, attore e regista francese
- 3 febbraio - Youssef El-Arabi, calciatore marocchino
- 3 febbraio - Elvana Gjata, cantante e compositrice albanese
- 3 febbraio - Mark Grossman, attore statunitense
- 3 febbraio - Gian Marco Guidaldi, ex pallanuotista e allenatore di pallanuoto italiano
- 3 febbraio - Ramon Harewood, giocatore di football americano barbadiano
- 3 febbraio - Marcel Haščák, hockeista su ghiaccio slovacco
- 3 febbraio - Daniel Jacobs, pugile statunitense
- 3 febbraio - Cleiton Silva, calciatore brasiliano
- 3 febbraio - Thomas Schreiner, ex cestista e allenatore di pallacanestro austriaco
- 3 febbraio - Raivydas Stanys, altista lituano
- 3 febbraio - Petri Viljanen, arbitro di calcio e ex calciatore finlandese
- 3 febbraio - Katarzyna Zaroślińska, pallavolista polacca
- 4 febbraio - Girmaw Amare, maratoneta israeliano
- 4 febbraio - Chatchai Budprom, calciatore thailandese
- 4 febbraio - Nacho Casanova, ex calciatore spagnolo
- 4 febbraio - Jérémy Faug-Porret, ex calciatore francese
- 4 febbraio - Anton Gafarov, ex fondista russo
- 4 febbraio - Ignacio Garriga, politico spagnolo
- 4 febbraio - Troy Herfoss, pilota motociclistico australiano
- 4 febbraio - Jorvorskie Lane, giocatore di football americano statunitense
- 4 febbraio - Darren O'Dea, allenatore di calcio e ex calciatore irlandese
- 4 febbraio - Jiří Pimpara, calciatore ceco
- 4 febbraio - Lucie Šafářová, tennista ceca
- 4 febbraio - Lewis Tan, attore, modello e artista marziale britannico
- 4 febbraio - Nikita Vitjugov, scacchista russo
- 5 febbraio - Vernus Abbott, calciatore santaluciano
- 5 febbraio - Ousmane Berthé, ex calciatore maliano
- 5 febbraio - Alex Brightman, attore statunitense
- 5 febbraio - Pamela Cartagena, pallavolista portoricana
- 5 febbraio - Darren Criss, attore, cantautore e doppiatore statunitense
- 5 febbraio - Marie Dauchy, politica francese
- 5 febbraio - Chinedu Ede, ex calciatore tedesco
- 5 febbraio - Henry Golding, attore e conduttore televisivo malese
- 5 febbraio - Özge Gürel, attrice e cantante turca
- 5 febbraio - Curtis Jerrells, ex cestista statunitense
- 5 febbraio - Alex Kuznetsov, tennista statunitense
- 5 febbraio - Erika Lawler, ex hockeista su ghiaccio statunitense
- 5 febbraio - Raymond Lee, attore statunitense
- 5 febbraio - Linus Omark, hockeista su ghiaccio svedese
- 5 febbraio - Donald Sanford, velocista statunitense
- 5 febbraio - Kouch Sokumpheak, calciatore cambogiano
- 5 febbraio - Adéla Sýkorová, tiratrice a segno ceca
- 5 febbraio - Calum Woods, ex calciatore scozzese
- 5 febbraio - Giovanni Aparecido Adriano dos Santos, ex calciatore brasiliano
- 6 febbraio - Khaibar Amani, calciatore afghano
- 6 febbraio - Esther Baron, nuotatrice francese
- 6 febbraio - Zvonko Buljan, cestista croato
- 6 febbraio - Lisa Dahlkvist, calciatrice svedese
- 6 febbraio - Gonzalo Sebastián García, calciatore argentino
- 6 febbraio - Hayato Ichihara, attore giapponese
- 6 febbraio - Jim Johansen, calciatore norvegese
- 6 febbraio - Krzysztof Król, ex calciatore polacco
- 6 febbraio - Jackson Mwanza, calciatore zambiano
- 6 febbraio - Olga Ovtchinnikova, schermitrice russa
- 6 febbraio - Marc Pedraza, ex calciatore spagnolo
- 6 febbraio - Brandis Raley-Ross, cestista statunitense
- 6 febbraio - Natalia Reyes, attrice colombiana
- 6 febbraio - Baldeep Singh, calciatore indiano
- 6 febbraio - Sarah Stork, attrice tedesca
- 6 febbraio - Cristián Suárez, calciatore cileno
- 6 febbraio - Orhan Taşdelen, ex calciatore turco
- 6 febbraio - Nina Tikkinen, hockeista su ghiaccio finlandese
- 7 febbraio - Benedetta Bagnara, ex cestista italiana
- 7 febbraio - Brea Bennett, ex attrice pornografica statunitense
- 7 febbraio - Dani Bondar, ex calciatore israeliano
- 7 febbraio - Monika Brodka, cantante polacca
- 7 febbraio - Joe Cardle, calciatore inglese
- 7 febbraio - Allodin Fothergill, velocista giamaicano
- 7 febbraio - Joel Freeland, ex cestista britannico
- 7 febbraio - Kirby Howell-Baptiste, attrice britannica
- 7 febbraio - Michael Johnson, giocatore di football americano statunitense
- 7 febbraio - Achmad Jufriyanto, calciatore indonesiano
- 7 febbraio - Kerli, cantautrice estone
- 7 febbraio - Jonathan Lacerda, calciatore uruguaiano
- 7 febbraio - Ricardo Nascimento, calciatore brasiliano
- 7 febbraio - Lasha Parghalava, ex cestista georgiano
- 7 febbraio - Alejandro Saez, wrestler cileno
- 7 febbraio - Khalid Suliman, cestista qatariota
- 7 febbraio - Gustav Svensson, calciatore svedese
- 7 febbraio - Ibrahima Thomas, cestista senegalese
- 7 febbraio - Danijel Zagorac, calciatore croato
- 8 febbraio - Choi Chul-soon, calciatore sudcoreano
- 8 febbraio - Lise Davidsen, soprano norvegese
- 8 febbraio - Chris Erskine, calciatore scozzese
- 8 febbraio - Francisco Javier García, ex calciatore spagnolo
- 8 febbraio - Jessica Jerome, ex saltatrice con gli sci statunitense
- 8 febbraio - Carolina Kostner, pattinatrice artistica su ghiaccio italiana
- 8 febbraio - Akwasi Oduro, calciatore belga
- 8 febbraio - Ali Ottman, ex calciatore israeliano
- 8 febbraio - Gonzalo Viera, calciatore uruguaiano
- 8 febbraio - Jolanta Zawadzka, scacchista polacca
- 9 febbraio - Rose Leslie, attrice scozzese
- 9 febbraio - Zafar Babajanow, calciatore turkmeno
- 9 febbraio - Daniel Cadena, calciatore spagnolo
- 9 febbraio - Henry Cejudo, artista marziale misto statunitense
- 9 febbraio - Choe Kum-chol, calciatore nordcoreano
- 9 febbraio - Sam Coulson, chitarrista inglese
- 9 febbraio - José Ángel Crespo, ex calciatore spagnolo
- 9 febbraio - Papa Dia, ex cestista senegalese
- 9 febbraio - Franck Essomba, calciatore camerunese
- 9 febbraio - Josh Gordy, giocatore di football americano statunitense
- 9 febbraio - Michael B. Jordan, attore, regista e produttore cinematografico statunitense
- 9 febbraio - Shannon Kook, attore sudafricano
- 9 febbraio - Erlind Koreshi, ex calciatore albanese
- 9 febbraio - Davide Lanzafame, allenatore di calcio e ex calciatore italiano
- 9 febbraio - Lee Martin, calciatore inglese
- 9 febbraio - Magdalena Neuner, ex biatleta tedesca
- 9 febbraio - Isaías Sánchez Cortés, calciatore spagnolo
- 9 febbraio - Kristof van Hout, ex calciatore belga
- 9 febbraio - Ivan Vuković, ex calciatore montenegrino
- 9 febbraio - James Ward, ex tennista britannico
- 10 febbraio - Dani Barrio, ex calciatore spagnolo
- 10 febbraio - Bojana Bobusic, ex tennista australiana
- 10 febbraio - Charlotte Bonin, triatleta italiana
- 10 febbraio - Bruno Brzić, pallamanista croato
- 10 febbraio - Sergej Bubka, ex tennista ucraino
- 10 febbraio - John Córdoba, ex calciatore colombiano
- 10 febbraio - Chaz Davies, pilota motociclistico britannico
- 10 febbraio - Arif Daşdəmirov, ex calciatore azero
- 10 febbraio - Poli Genova, cantante bulgara
- 10 febbraio - Hannah Hoekstra, attrice olandese
- 10 febbraio - Juwann James, cestista statunitense
- 10 febbraio - Jakub Jarosz, pallavolista polacco
- 10 febbraio - Jonas, ex calciatore brasiliano
- 10 febbraio - Ahmad Nivins, ex cestista e allenatore di pallacanestro statunitense
- 10 febbraio - Mario Ossorio, giocatore di calcio a 5 spagnolo
- 10 febbraio - Lee Roberts, cestista statunitense
- 10 febbraio - Facundo Roncaglia, calciatore argentino
- 10 febbraio - Janick Steinmann, ex hockeista su ghiaccio e dirigente sportivo svizzero
- 10 febbraio - Pieter Vanspeybrouck, dirigente sportivo e ex ciclista su strada belga
- 10 febbraio - Yuja Wang, pianista cinese
- 10 febbraio - Mauricio Yedro, calciatore argentino
- 11 febbraio - Luca Antonelli, ex calciatore italiano
- 11 febbraio - Matt Besler, ex calciatore statunitense
- 11 febbraio - Georgi Božilov, calciatore bulgaro
- 11 febbraio - Ebba Busch, politica svedese
- 11 febbraio - Juanmi Callejón, calciatore spagnolo
- 11 febbraio - José María Callejón, ex calciatore spagnolo
- 11 febbraio - Ellen van Dijk, ciclista su strada e pistard olandese
- 11 febbraio - Kassio Fernandes Magalhães, ex calciatore brasiliano
- 11 febbraio - Beat Feuz, ex sciatore alpino svizzero
- 11 febbraio - Robert Fleßers, ex calciatore tedesco
- 11 febbraio - Michał Gabiński, cestista polacco
- 11 febbraio - Jayden Hayward, rugbista a 15 neozelandese
- 11 febbraio - Lanie Lane, cantautrice e chitarrista australiana
- 11 febbraio - Lamine Kanté, ex cestista francese
- 11 febbraio - Aleksandre K'obakhidze, ex calciatore georgiano
- 11 febbraio - Joško Kovač, ex calciatore croato
- 11 febbraio - Brian Matusz, giocatore di baseball statunitense († 2025)
- 11 febbraio - Ryann O'Toole, golfista statunitense
- 11 febbraio - Diego Santos Oliveira, ex calciatore brasiliano
- 11 febbraio - Jan Smeekens, pattinatore di velocità su ghiaccio olandese
- 11 febbraio - Sun Sovannarith, calciatore cambogiano
- 11 febbraio - Julio Torres, attore, comico e sceneggiatore salvadoregno
- 11 febbraio - Ervin Zukanović, ex calciatore bosniaco
- 12 febbraio - Radanfah Abu Bakr, calciatore trinidadiano
- 12 febbraio - Meghan Agosta, hockeista su ghiaccio canadese
- 12 febbraio - Clare-Hope Ashitey, attrice britannica
- 12 febbraio - Jérémy Chardy, tennista e allenatore di tennis francese
- 12 febbraio - Claudia Ciesla, modella tedesca
- 12 febbraio - Guilherme Guido, nuotatore brasiliano
- 12 febbraio - Han Bo-reum, attrice sudcoreana
- 12 febbraio - Anna Hopkins, attrice canadese
- 12 febbraio - Johan Jakobsson, ex pallamanista svedese
- 12 febbraio - Koji, cantautore e chitarrista statunitense
- 12 febbraio - Alexis Manenti, attore e sceneggiatore francese
- 12 febbraio - Gabriela Mărginean, cestista rumena
- 12 febbraio - Franz Promok, ex sciatore alpino e ex sciatore freestyle austriaco
- 12 febbraio - Asami Tano, doppiatrice, cantante e attrice teatrale giapponese
- 12 febbraio - Lanberry, cantante, compositrice e paroliera polacca
- 12 febbraio - Yang Xu, ex calciatore cinese
- 12 febbraio - Georgij Zamtaradze, ex giocatore di calcio a 5 russo
- 12 febbraio - Cristiano da Silva, calciatore brasiliano
- 13 febbraio - Kris Boeckmans, ex ciclista su strada belga
- 13 febbraio - Andrei Bordignon, giocatore di calcio a 5 brasiliano
- 13 febbraio - Wouter Corstjens, ex calciatore belga
- 13 febbraio - Fatou Coulibaly, calciatrice ivoriana
- 13 febbraio - Eljero Elia, ex calciatore olandese
- 13 febbraio - René Enders, pistard tedesco
- 13 febbraio - Martin Kavdanski, calciatore bulgaro
- 13 febbraio - Natal'ja Mjasoedova, cestista russa
- 13 febbraio - Preston Parker, giocatore di football americano statunitense
- 13 febbraio - David Smith, canoista australiano
- 13 febbraio - Jaco Venter, ex ciclista su strada sudafricano
- 13 febbraio - Rau'shee Warren, pugile statunitense
- 13 febbraio - Ricardo Henrique da Silva dos Santos, calciatore brasiliano
- 14 febbraio - Muriel Gustavo Becker, calciatore brasiliano
- 14 febbraio - Edinson Cavani, calciatore uruguaiano
- 14 febbraio - José Cubero, calciatore costaricano
- 14 febbraio - Scott Dann, calciatore inglese
- 14 febbraio - Pablo Herrera Barrantes, calciatore costaricano
- 14 febbraio - Ben Kennedy, ex calciatore australiano
- 14 febbraio - Roman Kireev, ex ciclista su strada kazako
- 14 febbraio - Seán O'Brien, ex rugbista a 15 irlandese
- 14 febbraio - Toni Pezo, ex calciatore croato
- 14 febbraio - Joe Pichler, attore statunitense († 2006)
- 14 febbraio - Jordan Remacle, ex calciatore belga
- 14 febbraio - Alfonso Sánchez Delgado, ex cestista spagnolo
- 14 febbraio - Julija Savičeva, cantante russa
- 14 febbraio - Fabian Schönheim, ex calciatore tedesco
- 14 febbraio - Lee Selby, pugile gallese
- 14 febbraio - Son Seong-cheol, tuffatore sudcoreano
- 14 febbraio - Steven Thicot, ex calciatore francese
- 14 febbraio - Gaetano Troina, politico sammarinese
- 14 febbraio - Justina Valentine, rapper e conduttrice televisiva statunitense
- 14 febbraio - David Wheater, ex calciatore inglese
- 14 febbraio - Candice Wiggins, ex cestista statunitense
- 15 febbraio - Azumi Asakura, doppiatrice giapponese
- 15 febbraio - Travis Banks, wrestler neozelandese
- 15 febbraio - Fabián Bordagaray, calciatore argentino
- 15 febbraio - Beatrix Boulsevicz, nuotatrice ungherese
- 15 febbraio - Ol'ga Bukreeva, pallavolista russa
- 15 febbraio - Chris Cook, ex giocatore di football americano statunitense
- 15 febbraio - Anas Edathodika, ex calciatore indiano
- 15 febbraio - Raivis Hščanovičs, ex calciatore lettone
- 15 febbraio - Shawn Martin, calciatore salvadoregno
- 15 febbraio - Oleksandr Nedovjesov, tennista ucraino
- 15 febbraio - Gelson Saiotti, giocatore di calcio a 5 brasiliano
- 15 febbraio - Aleksandar Simčević, calciatore serbo
- 15 febbraio - Viktorija Šmatova, cestista ucraina
- 15 febbraio - Vernon Taylor, cestista statunitense
- 15 febbraio - Răzvan Tincu, ex calciatore rumeno
- 16 febbraio - Willy Aubameyang, ex calciatore francese
- 16 febbraio - Luc Bourdon, hockeista su ghiaccio canadese († 2008)
- 16 febbraio - Juan Francisco Guerra, allenatore di calcio e ex calciatore venezuelano
- 16 febbraio - Ziggy Hood, giocatore di football americano statunitense
- 16 febbraio - Calvin Jefford, calciatore britannico
- 16 febbraio - Yuu Kashii, attrice e modella giapponese
- 16 febbraio - Ionuț Larie, calciatore rumeno
- 16 febbraio - Tommy Milone, giocatore di baseball statunitense
- 16 febbraio - Ryōsuke Miura, attore e cantante giapponese
- 16 febbraio - Jon Ossoff, politico e giornalista statunitense
- 16 febbraio - Ștefan Pop, tenore rumeno
- 16 febbraio - Aurélien Salmon, ex cestista francese
- 16 febbraio - Hasheem Thabeet, cestista tanzaniano
- 17 febbraio - Eliran Atar, calciatore israeliano
- 17 febbraio - Thomas Ayasse, ex calciatore francese
- 17 febbraio - Fin Bartels, calciatore tedesco
- 17 febbraio - Brodie Dupont, allenatore di hockey su ghiaccio e ex hockeista su ghiaccio canadese
- 17 febbraio - Alex Frost, attore statunitense
- 17 febbraio - Christoffer Haagh, giocatore di calcio a 5 e calciatore danese
- 17 febbraio - Slobodan Janjić, giocatore di calcio a 5 serbo
- 17 febbraio - Sam Jenkins, ex calciatore neozelandese
- 17 febbraio - Joe Jensen, ex hockeista su ghiaccio statunitense
- 17 febbraio - Maria Kamiyama, modella giapponese
- 17 febbraio - Klint Kubiak, allenatore di football americano statunitense
- 17 febbraio - Ramon Miller, velocista bahamense
- 17 febbraio - Kamoliddin Murzoyev, ex calciatore uzbeko
- 17 febbraio - Therese Neergaard, ex sciatrice alpina norvegese
- 17 febbraio - Eleutherios Sakellariou, ex calciatore greco
- 17 febbraio - Miral Samardžič, calciatore sloveno
- 17 febbraio - Tim Swinson, rugbista a 15 britannico
- 17 febbraio - Arisa Takada, pallavolista giapponese
- 17 febbraio - Ante Tomić, cestista croato
- 17 febbraio - Faton Toski, ex calciatore kosovaro
- 17 febbraio - Tiquan Underwood, giocatore di football americano statunitense
- 17 febbraio - Isis Valverde, attrice brasiliana
- 17 febbraio - Tando Velaphi, ex calciatore australiano
- 18 febbraio - Ricardo Alliman, ex cestista giamaicano
- 18 febbraio - Davide Bruttini, cestista italiano
- 18 febbraio - Jasmin Burić, calciatore bosniaco
- 18 febbraio - Michela Cerruti, pilota automobilistica italiana
- 18 febbraio - Skin Diamond, ex attrice pornografica, regista e cantante statunitense
- 18 febbraio - Soufiane Guerrab, attore francese
- 18 febbraio - Moddi, cantautore, musicista e polistrumentista norvegese
- 18 febbraio - Pierre Kohumoetini, calciatore francese
- 18 febbraio - Janne Kreus, giocatore di football americano finlandese
- 18 febbraio - Damon Sansum, taekwondoka britannico
- 18 febbraio - Sung Si-bak, pattinatore di short track sudcoreano
- 18 febbraio - Cristian Tănase, ex calciatore rumeno
- 18 febbraio - Alex Wyse, attore statunitense
- 19 febbraio - Ahmed Adly, scacchista egiziano
- 19 febbraio - Berkay Ateş, attore turco
- 19 febbraio - Luca Beccaris, rugbista a 15 italiano
- 19 febbraio - Jagoba Beobide, calciatore spagnolo
- 19 febbraio - Martin Büchel, ex calciatore liechtensteinese
- 19 febbraio - Anna Cappellini, danzatrice su ghiaccio italiana
- 19 febbraio - Volkan Döne, pallavolista turco
- 19 febbraio - Alexandra Eremia, ex ginnasta rumena
- 19 febbraio - Beñat Etxebarria, ex calciatore spagnolo
- 19 febbraio - Caleb Fairly, ex ciclista su strada statunitense
- 19 febbraio - Hárrison Henao, ex calciatore colombiano
- 19 febbraio - Heo Yi-jae, attrice sudcoreana
- 19 febbraio - Kevin Lalande, ex hockeista su ghiaccio canadese
- 19 febbraio - Patrick Oboya, ex calciatore keniota
- 19 febbraio - Alfredo Ramírez, ex calciatore argentino
- 19 febbraio - Josh Reddick, giocatore di baseball statunitense
- 19 febbraio - Francisco Regalón, ex calciatore spagnolo
- 19 febbraio - Sam Reid, attore australiano
- 19 febbraio - Jesús Rueda, calciatore spagnolo
- 19 febbraio - Suad Šehović, cestista montenegrino
- 19 febbraio - Gilda Sportiello, politica italiana
- 19 febbraio - Bolinha, giocatore di calcio a 5 brasiliano
- 19 febbraio - Mario Valery-Trabucco, hockeista su ghiaccio canadese
- 19 febbraio - Vinícius Carlos dos Santos, giocatore di calcio a 5 brasiliano
- 20 febbraio - Reem Abdullah, attrice saudita
- 20 febbraio - Erol Bilgin, sollevatore turco
- 20 febbraio - Tomislav Božić, calciatore croato
- 20 febbraio - Estrella Cabeza Candela, tennista spagnola
- 20 febbraio - Eilidh Doyle, ostacolista e velocista britannica
- 20 febbraio - Guillaume Faivre, ex calciatore svizzero
- 20 febbraio - Zuriñe Gil García, ex calciatrice spagnola
- 20 febbraio - Jay Hayden, attore statunitense
- 20 febbraio - James Johnson, cestista statunitense
- 20 febbraio - Neven Marković, ex calciatore serbo
- 20 febbraio - Kyle McFadzean, calciatore inglese
- 20 febbraio - Valerio Menon, musicista e artigiano italiano
- 20 febbraio - Lene Mykjåland, ex calciatrice norvegese
- 20 febbraio - Mátyás Pásztor, pallanuotista ungherese
- 20 febbraio - Daniella Pineda, attrice statunitense
- 20 febbraio - Matt Simons, cantautore statunitense
- 20 febbraio - Jan Šimůnek, calciatore ceco
- 20 febbraio - Tim Sparv, ex calciatore finlandese
- 20 febbraio - Mehdi Taghavi, lottatore iraniano
- 20 febbraio - Miles Teller, attore statunitense
- 20 febbraio - Patrick Tischler, ex calciatore austriaco
- 20 febbraio - Vũ Tú, scultore vietnamita
- 21 febbraio - Burgess Abernethy, attore australiano
- 21 febbraio - Mario Acampa, conduttore televisivo italiano
- 21 febbraio - Eniola Aluko, dirigente sportiva e ex calciatrice inglese
- 21 febbraio - Carlos Carmona, ex calciatore cileno
- 21 febbraio - Carl Frampton, pugile britannico
- 21 febbraio - Ashley Greene, attrice statunitense
- 21 febbraio - João Matos, giocatore di calcio a 5 portoghese
- 21 febbraio - Xu Mian, ex tuffatrice cinese
- 21 febbraio - Tuppence Middleton, attrice britannica
- 21 febbraio - Tomáš Okleštěk, calciatore ceco
- 21 febbraio - Elliot Page, attore canadese
- 21 febbraio - Jelle Palmaerts, attore belga
- 21 febbraio - Joel Redman, wrestler inglese
- 21 febbraio - Anas Sharbini, calciatore croato
- 21 febbraio - Cecile Sinclair, modella inglese
- 21 febbraio - Javier Smith, calciatore anglo-verginiano
- 21 febbraio - Benjamin Verraes, ciclista su strada e pistard belga
- 22 febbraio - Talal Al-Amer, calciatore kuwaitiano
- 22 febbraio - Mustafa Açılan, attore turco
- 22 febbraio - Flavien Belson, ex calciatore francese
- 22 febbraio - Mirko Drudi, calciatore italiano
- 22 febbraio - Eda Erdem, pallavolista turca
- 22 febbraio - Han Hyo-joo, attrice sudcoreana
- 22 febbraio - José Joaquín Martínez, ex calciatore messicano
- 22 febbraio - Sergio Romero, calciatore argentino
- 22 febbraio - Jonathan Schunke, ex calciatore argentino
- 22 febbraio - Itay Shechter, ex calciatore israeliano
- 22 febbraio - Luca Stefani, pattinatore di velocità su ghiaccio italiano
- 22 febbraio - Lasse Vibe, ex calciatore danese
- 22 febbraio - Christian Willeit, hockeista su ghiaccio italiano
- 23 febbraio - Ab-Soul, rapper statunitense
- 23 febbraio - Edmond Agius, calciatore maltese
- 23 febbraio - Abdulla Al Bloushi, ex calciatore emiratino
- 23 febbraio - Diego Braghieri, calciatore argentino
- 23 febbraio - Yavuz Can, velocista turco
- 23 febbraio - Vitalij Denisov, calciatore uzbeko
- 23 febbraio - Malik Hairston, ex cestista statunitense
- 23 febbraio - Olena Kryvyc'ka, schermitrice ucraina
- 23 febbraio - Christophe Lambert, ex calciatore svizzero
- 23 febbraio - Ucha Lobzhanidze, ex calciatore georgiano
- 23 febbraio - Theophilus London, rapper statunitense
- 23 febbraio - Michał Majewski, schermidore polacco
- 23 febbraio - Sen'Derrick Marks, giocatore di football americano statunitense
- 23 febbraio - Leandro Paulo Roberto Souza, calciatore brasiliano
- 23 febbraio - Christina Staudinger, ex sciatrice alpina e ex sciatrice freestyle austriaca
- 23 febbraio - Tsukasa Umesaki, ex calciatore giapponese
- 23 febbraio - Xue Ming, ex pallavolista cinese
- 23 febbraio - Wanderson de Sousa Carneiro, ex calciatore brasiliano
- 24 febbraio - Imanol Agirretxe, ex calciatore spagnolo
- 24 febbraio - Ángel Berlanga, ex calciatore spagnolo
- 24 febbraio - Chan Chaya, calciatore cambogiano
- 24 febbraio - Tina Desai, attrice e modella indiana
- 24 febbraio - Marko Đurković, ex cestista bosniaco
- 24 febbraio - Chieko Kawabe, cantante, modella e attrice giapponese
- 24 febbraio - Kim Kyu-jong, cantante e attore sudcoreano
- 24 febbraio - Radek Petr, calciatore ceco
- 24 febbraio - Mario Suárez Mata, ex calciatore spagnolo
- 24 febbraio - Christopher Trimmel, calciatore austriaco
- 24 febbraio - Ashley Walker, ex cestista statunitense
- 25 febbraio - Fahad Al-Ansari, ex calciatore kuwaitiano
- 25 febbraio - Erik Altemus, attore statunitense
- 25 febbraio - Eva Avila, cantante e attrice canadese
- 25 febbraio - Steve De Ridder, calciatore belga
- 25 febbraio - Priscilla Del Prete, allenatrice di calcio, ex calciatrice e ex giocatrice di calcio a 5 italiana
- 25 febbraio - Natalie Dreyfuss, attrice statunitense
- 25 febbraio - Tal Dunne, cestista gallese
- 25 febbraio - Mevlüt Erdinç, ex calciatore turco
- 25 febbraio - Zarema Kasaeva, ex sollevatrice russa
- 25 febbraio - Andrej Koščeev, ex cestista russo
- 25 febbraio - Adrián López Rodríguez, ex calciatore spagnolo
- 25 febbraio - Evgenij Lucenko, ex calciatore russo
- 25 febbraio - Christine Majerus, ex ciclista su strada e ex ciclocrossista lussemburghese
- 25 febbraio - Philipp Muntwiler, ex calciatore svizzero
- 25 febbraio - Brian Nielsen, calciatore danese
- 25 febbraio - Andrew Poje, danzatore su ghiaccio canadese
- 25 febbraio - Jérémy Rabot, ex giocatore di football americano francese
- 25 febbraio - Stéphane Tritz, calciatore francese
- 25 febbraio - Claudia Vismara, attrice italiana
- 25 febbraio - Yu Hanchao, calciatore cinese
- 26 febbraio - Saad Attiya, calciatore iracheno
- 26 febbraio - Julia Bond, ex attrice pornografica statunitense
- 26 febbraio - Francesco Casisa, attore italiano
- 26 febbraio - Fábio Ervões, ex calciatore portoghese
- 26 febbraio - Ken Hasegawa, artista marziale misto giapponese
- 26 febbraio - Ole Heieren Hansen, ex calciatore norvegese
- 26 febbraio - Darrius Heyward-Bey, giocatore di football americano statunitense
- 26 febbraio - Kim Seng-yong, allenatore di calcio e ex calciatore giapponese
- 26 febbraio - Juraj Kucka, calciatore slovacco
- 26 febbraio - Pia Carmen Lionetti, arciera italiana
- 26 febbraio - Margherita Magnani, mezzofondista italiana
- 26 febbraio - Marc Mboua, ex calciatore camerunese
- 26 febbraio - Stanislav Mel'nykov, ostacolista ucraino
- 26 febbraio - Pavel Moroz, pallavolista russo
- 26 febbraio - Ricardo Noir, calciatore argentino
- 26 febbraio - Johan Plat, allenatore di calcio e ex calciatore olandese
- 26 febbraio - Mehrdad Pooladi, calciatore iraniano
- 26 febbraio - Marco Ramos Esquivel, cestista messicano
- 26 febbraio - Jean-Philippe Sabo, ex calciatore francese
- 26 febbraio - Johan Sjöstrand, ex pallamanista svedese
- 26 febbraio - Francesco Stanco, calciatore italiano
- 26 febbraio - Orestes Torres, cestista cubano
- 26 febbraio - Andrea Šušnjara, cantante croata
- 27 febbraio - Valerij Andrijcev, lottatore ucraino
- 27 febbraio - Romain Armand, calciatore francese
- 27 febbraio - Renan Barão, artista marziale misto brasiliano
- 27 febbraio - Anna Blässe, calciatrice tedesca
- 27 febbraio - Alexandra Bracken, scrittrice statunitense
- 27 febbraio - Valentina Costanza, mezzofondista e siepista italiana
- 27 febbraio - Aldo Curti, ex cestista camerunese
- 27 febbraio - Priyanka Karki, attrice, cantante e modella nepalese
- 27 febbraio - Florence Kiplagat, mezzofondista e maratoneta keniota
- 27 febbraio - Miha Kuerner, ex sciatore alpino sloveno
- 27 febbraio - Kristian Marmor, ex calciatore estone
- 27 febbraio - Maxi Morález, calciatore argentino
- 27 febbraio - Abdul Osman, calciatore ghanese
- 27 febbraio - Sandy Paillot, ex calciatore francese
- 27 febbraio - Dan Pawlovich, musicista e cantante statunitense
- 27 febbraio - Juraj Piroska, calciatore slovacco
- 27 febbraio - Akram Salim, calciatore sudanese
- 27 febbraio - Luca Tedeschi, calciatore italiano
- 27 febbraio - Milenko Tepić, ex cestista serbo
- 27 febbraio - Misha Tsirkunov, artista marziale misto canadese
- 27 febbraio - Dalibor Volaš, calciatore sloveno
- 27 febbraio - Catherine Ward, hockeista su ghiaccio canadese
- 28 febbraio - Tariku Bekele, mezzofondista etiope
- 28 febbraio - Antonio Candreva, ex calciatore italiano
- 28 febbraio - Axel Clerget, judoka francese
- 28 febbraio - Édouard Collin, attore francese
- 28 febbraio - Sebastian Dahm, hockeista su ghiaccio danese
- 28 febbraio - Gizzie Dorbor, calciatore liberiano
- 28 febbraio - Kerrea Gilbert, ex calciatore inglese
- 28 febbraio - Michelle Horn, attrice statunitense
- 28 febbraio - Faith Ikidi, calciatrice nigeriana
- 28 febbraio - Micachu, cantautrice e compositrice britannica
- 28 febbraio - Josh McRoberts, ex cestista statunitense
- 28 febbraio - Armin Niederer, ex sciatore freestyle svizzero
- 28 febbraio - Mirna Ortíz, marciatrice guatemalteca
- 28 febbraio - Brooks Reed, giocatore di football americano statunitense
- 28 febbraio - Stephanie Sigman, attrice messicana
- 28 febbraio - Sabrina Vega, scacchista spagnola
- 28 febbraio - Tim Ward, ex calciatore statunitense